# Puig del Torn (Banyuls de la Marenda)
El Puig del Torn  és una muntanya de 663,3 metres que es troba entre els termes municipal de Rabós, a la comarca de l'Alt Empordà i comunal de Banyuls de la Marenda, a la del Rosselló.
Està situat al nord-est del terme de Rabós i a l'extrem sud del de Banyuls de la Marenda, a llevant del Puig de la Calma i al nord-oest del Coll del Torn. El seu vessant sud-oest, empordanès, pertany al Parc Natural d'Interès Nacional de l'Albera.